# Culpabilité (émotion)
Pour les articles homonymes, voir Culpabilité.
 (février 2025).

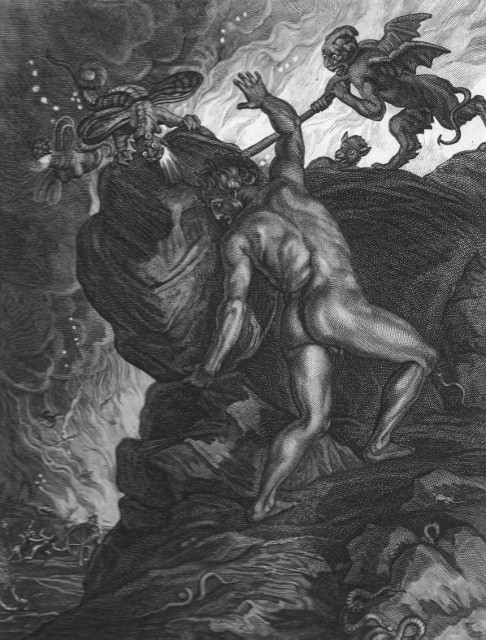
Coupable d'avoir osé défier les dieux, Sisyphe fut condamné à faire rouler éternellement jusqu'en haut d'une colline un rocher qui en redescendait chaque fois avant de parvenir au sommet

La culpabilité est un sentiment causé par la transgression d'une norme morale. Il s'agit d'un sentiment proche du concept du remords.
Dans la classification des émotions morales de Jonathan Haidt, la culpabilité fait partie des émotions auto-conscientes, celles permettant aux individus de réguler leurs actions. L'embarras et la honte sont des sentiments proches de la culpabilité. La culpabilité s'en distingue car elle entraîne des remords, la volonté de réparer sa faute, s'accompagnant d’empathie envers les victimes. Selon l'anthropologue Ruth Benedict, les cultures peuvent être classées en fonction de l'importance de l'utilisation de la honte ou de la culpabilité pour réguler socialement les activités de leurs membres.

## Définition
Selon le dictionnaire Larousse, le terme culpabilité est défini comme l'état d'une personne coupable, mais aussi comme un « sentiment de faute ressenti par un sujet, que celle-ci soit réelle ou imaginaire ».
Selon le CNTRL, le mot culpabilité est défini comme la « situation d'une personne coupable ou tenue pour coupable, ou qui se sent −à tort ou à raison− coupable d'avoir transgressé une règle. ».

### Culpabilité, regret et remords

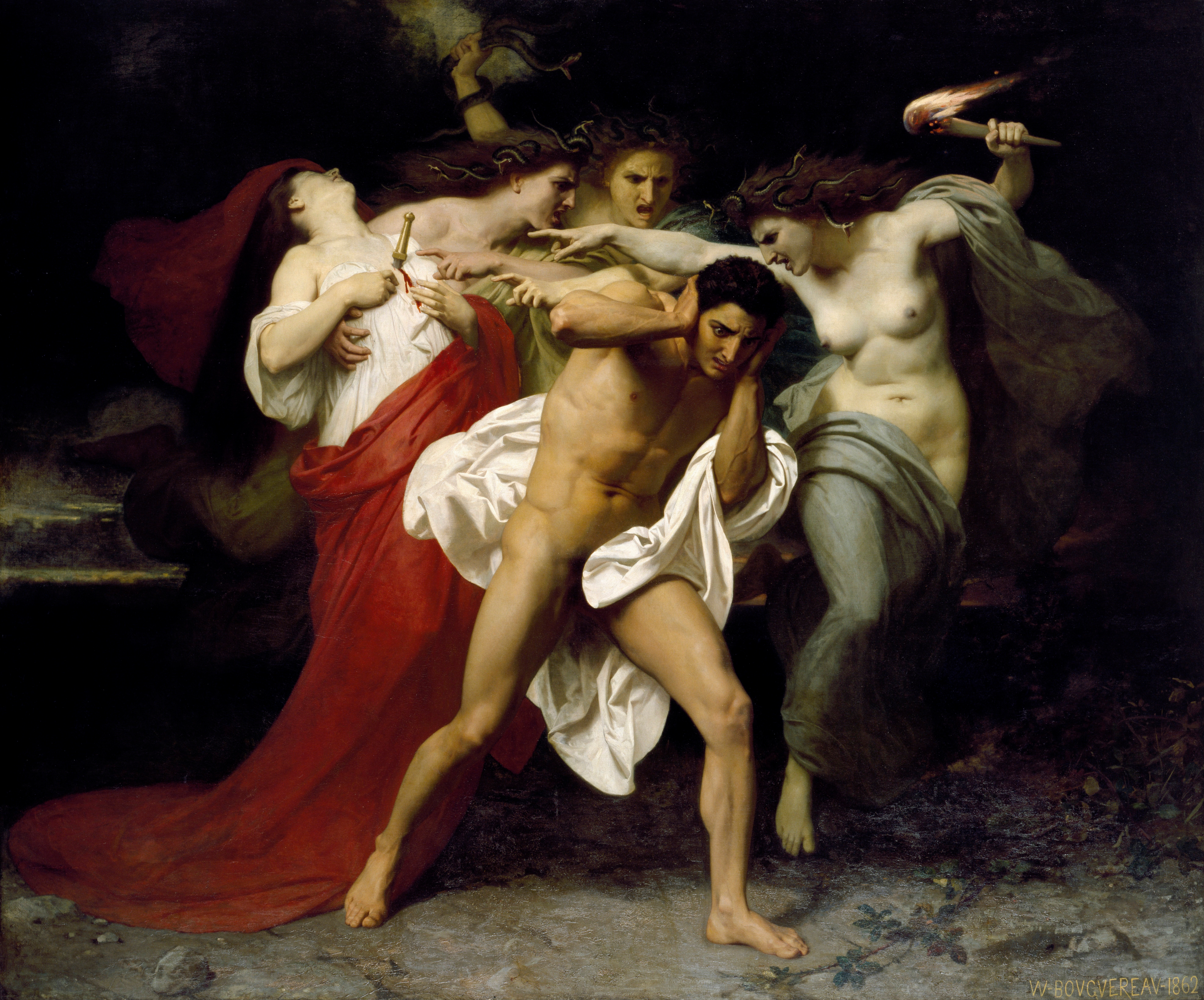
Tableau "Les Remords d’Oreste" par W-A Bouguereau

Le remords, expression morale du regret, est généralement ressenti par une personne après avoir commis un acte qui a conduit à être honteux, blessant ou violent. Le remords est très proche de la culpabilité et d’un auto-ressentiment. 
Le regret est lié au fait que la personne se reproche la manière dont elle a agi, ce qui peut être la cause du remords.

## Étymologie
Le mot culpabilité provient du latin « culpabilis », signifiant coupable et lui-même issu du terme « culpa » signifiant faute et apparenté au mot « scelus » signifiant crime.

### Terme dérivé
L'expression « battre sa coulpe » (coulpe signifiant « faute » ou « péché ») est également liée à cette étymologie.

## Aspect  psychologique
La culpabilité est un facteur favorisant les symptômes du trouble obsessionnel compulsif. La culpabilité et ses causes, mérites, et démérites associés sont des thèmes courants dans les domaines psychologiques et psychiatriques. Dans ces deux domaines, la culpabilité est caractérisée par un état émotionnel perçu chez un individu qui est persuadé, selon ses propres perceptions et croyances morales, avoir mal agi. Il s'agit d'un sentiment grandissant qui reste marqué la plupart du temps, causée par la « conscience ».

## Psychanalyse
Sigmund Freud décrit le sentiment de culpabilité dans sa seconde topique. Freud rejette le concept religieux de Dieu qui punirait toute mauvaise action en infligeant une maladie. Chez un patient, en tentant d'effacer la source de sa culpabilité, Freud remarque une seconde forme de culpabilité succédant à la première. Freud déduit « l'obstacle d'une culpabilité inconsciente... comme le plus puissant de tous les obstacles qui mènent vers la voie de la guérison. » Le philosophe Martin Buber souligne la différence entre la notion freudienne, basée sur les conflits internes, et la « culpabilité existentielle », basée sur les blessures infligées aux autres.
Alice Miller explique que « de nombreuses personnes souffrent de ce sentiment oppressif de culpabilité dans leur vie, un sentiment de ne pas être devenu comme nos parents le voulaient... sans explication, ce sentiment de culpabilité peut s'accroître. » La culpabilité est souvent associée à l'anxiété ; les patients maniaques, selon Otto Fenichel, réussissent à dévier leurs sentiments de culpabilité via « un mécanisme de défense qui ignore cette culpabilité à l'aide de la surcompensation... permettant au patient de ne pas ressentir la culpabilité. » Fenichel souligne que « la maîtrise des sentiments de culpabilité peut devenir une tâche dévorante dans la vie d'une personne... « la contre-culpabilité ». » De nombreuses techniques sont possibles, dont le refoulement.

## Psychopathie et culpabilité
Les individus psychopathes manquent de culpabilité et de remords pour les blessures et souffrances infligées aux autres. À la place, ils rationalisent leur comportement, accusent les autres, ou refusent d'admettre leurs fautes. 
Pour les psychologues, il s'agit d'un mauvais raisonnement moral (comparé à la majeure partie de l'humanité), une incapacité à évaluer les situations d'un point de vue moral, et une incapacité à développer de l'empathie vis-à-vis des autres individus. De plus, la sociopathie, ou plus communément trouble de la personnalité antisociale, présente également ce manque de culpabilité.

## Aspects culturels

### Mythologie grecque et romaine
La culpabilité des personnages (dieux, demi-dieux, héros et simples mortels) est un des thèmes récurrents de la mythologie gréco-romaine.

#### Les douze Travaux d'Hercule
Dès sa conception, le personnage d'Hercule/Héraclès se base sur une faute, celle de Zeus qui prenant l'aspect du roi Amphitryon passe sa nuit avec Alcmène, son épouse. Il s'agit donc d'un double méfait commis par Zeus qui abusant de cette femme, trompe ainsi Héra. Héraclès portera, dès lors, durant toute sa vie de héros, le poids de cette faute et de la haine implacable d'Héra. À la suite d'un coup de folie, il tuera son épouse et ses propres enfants. Afin d'expier sa faute et conseillé par la Pythie, Hercule acceptera d'exécuter douze travaux considérés comme des exploits et imposés par Eurysthée.

#### Sisyphe
Pour avoir osé défier les dieux, le très rusé Sisyphe qui trompa la mort, fut condamné, dans le Tartare, à faire rouler éternellement jusqu'en haut d'une colline un rocher qui en redescendait chaque fois avant de parvenir au sommet. Le châtiment éternel se présente ainsi à la hauteur de la culpabilité du fautif.

#### Prométhée
Reconnu coupable par Zeus et les dieux de l'Olympe d'avoir volé le « feu sacré » pour le transmettre aux hommes, le titan Prométhée fut condamné à être attaché à un rocher sur le mont Caucase, son foie dévoré par l'Aigle du Caucase chaque jour, et renaissant la nuit.

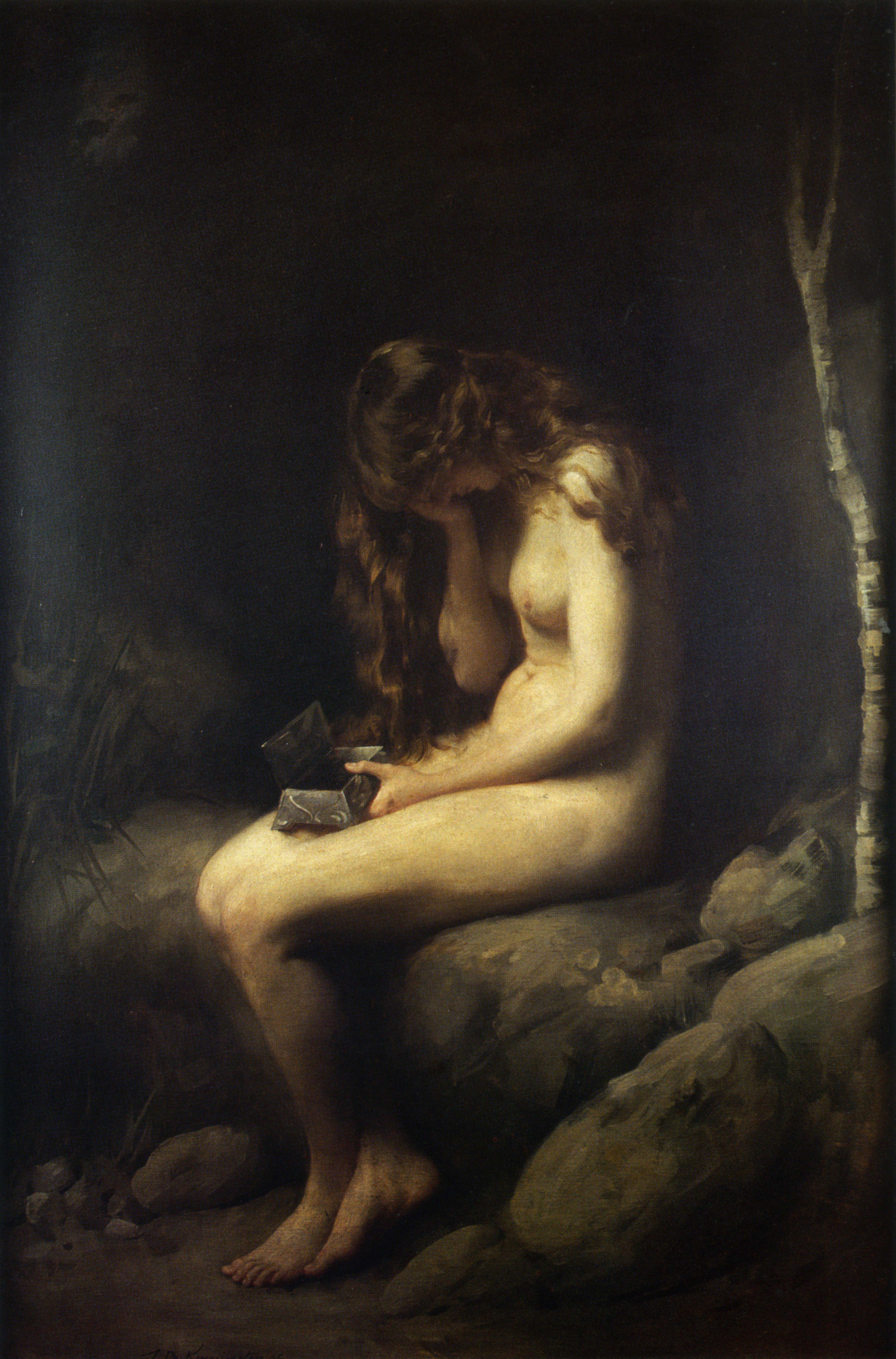
Tableau "Pandora" de K-H Kennington

#### La boîte de Pandore
Créature conçue par les dieux, mais non divine, elle-même, Pandore est la femme d'Épiméthée, le propre frère de Prométhée, offerte par Zeus, lui-même. Pandore apporta dans ses bagages une boîte mystérieuse que le père des dieux lui interdit d'ouvrir, mais la curiosité de la première fut la plus forte et elle ouvrit la boîte magique lançant ainsi sur l'humanité tous les maux de la Terre. Selon ce mythe, la faute d'une seule femme rejaillit ainsi sur l'ensemble des humains créant ainsi une notion de culpabilité sans limite.

### Religion catholique

#### Le péché originel et la chute
Contenu dans la Bible (Livre de la Genèse), le péché originel (ou péché d'Adam) narre le récit d'une faute. Transgressant la Loi que Dieu leur avait imposée, Adam et Ève nés de la main même du créateur mangent tous deux le fameux fruit de l’arbre de la connaissance du bien et du mal.

#### Le Confiteor
Lors du Confiteor, prière liturgique, commune aux rites latins médiévaux et modernes, commençant par le verbe latin qui signifie : « Je reconnais, j'avoue ». Par cette formule, le fidèle se reconnaît pécheur.
C'est du Confiteor romain que vient l'expression courante « Mea culpa, mea culpa, mea maxima culpa » (« c'est ma faute, c'est ma faute, c'est ma très grande faute ») que le fidèle dit en se frappant la poitrine et qui lie le pécheur au sentiment de culpabilité. Leur(qui?) chute entraînera l'Humanité dans la souffrance.

## La culpabilité dans les arts

### Dans la peinture

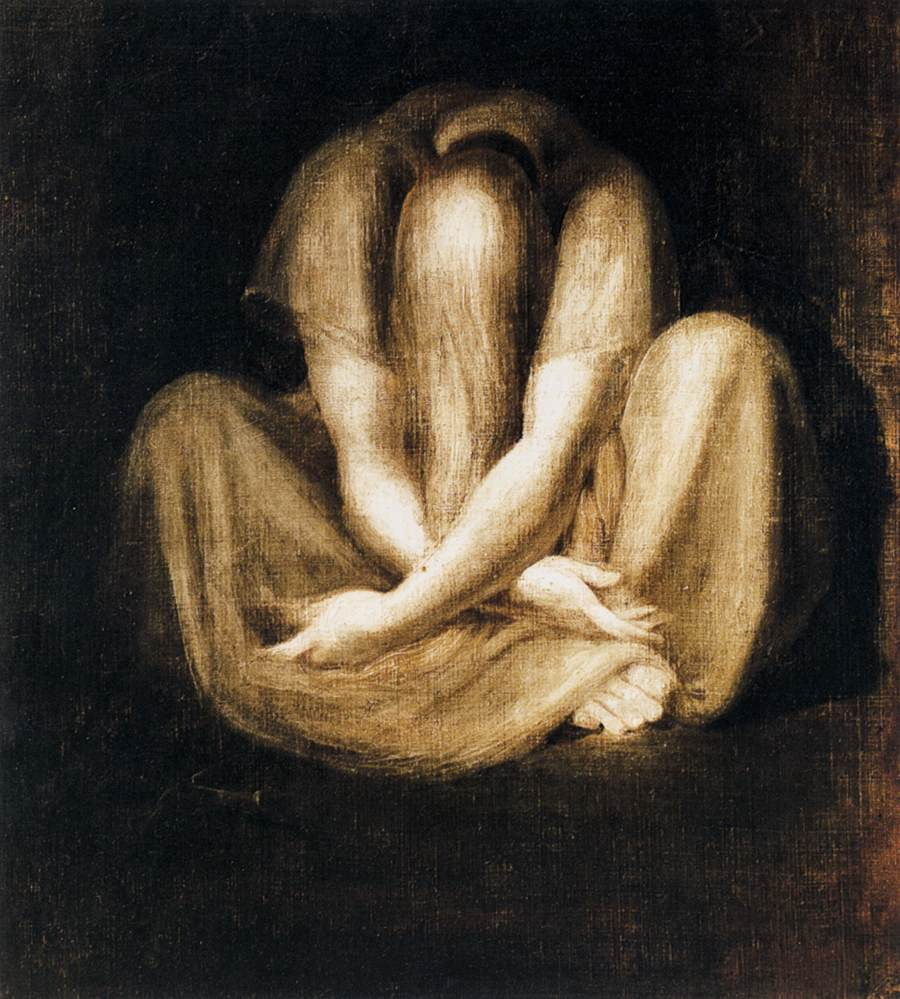
Tableau Silence de J-H Füssli

Le tableau Le silence de l'artiste-peintre et écrivain d'art britannique d'origine suisse Johann Heinrich Füssli est une huile sur toile peinte en 1799.
Cette œuvre représente une personne assise en tailleur vue de face, bien qu'on ne puisse pas discerner pas son visage caché par sa longue chevelure. Sa tête, tombante, enfoncée entre ses épaules, semble indiquer une grande détresse comme elle peut être ressentie lors d'un état dépressif et peut évoquer le sentiment de culpabilité.

### Dans la littérature
- La Faute de l'abbé Mouret est un roman d’Émile Zola paru en 1875.

Ce roman narre les pérégrinations d'un jeune curé tiraillé par sa foi et son amour pour une jeune femme prénommé Albine.
- La Culpabilité allemande ( titre original : Die Schuldfrage)

Il s'agit du titre français d'un ouvrage du philosophe de Karl Jaspers paru en 1946 qui traite de la situation spirituelle de l'Allemagne après la Seconde Guerre mondiale et des notions de culpabilité et de responsabilité. Il est traduit en français en 1948 par Jeanne Hersch.
- Degré de culpabilité, Albin Michel, 1994 ((en) Degree of Guilt, 1993)Grand prix de littérature policière 1995

### Au cinéma et à la télévision

#### Films
- 1962 Le Septième Juré est un film français en noir et blanc de Georges Lautner, adapté du roman de Francis Didelot.

Rongé par la culpabilité de son crime, un pharmacien (interprété par Bernard Blier) d'une petite ville de province va tenter de sauver un homme faussement accusé du meurtre d'une jeune fille à sa place, puis, malgré l'opposition de ses amis notable finit par se livrer aux autorités.
- 2011 Des vents contraires est un film français réalisé par Jalil Lespert, adapté du roman d'Olivier Adam.

La vie d'un écrivain bascule le jour où son épouse disparaît subitement. Après une année de recherches infructueuses,  l'homme est rongé par le doute et la culpabilité et décide, tout de même de reconstruire sa vie.
- 2012 Trois mondes est un film français réalisé par Catherine Corsini

Al, un homme très ambitieux, renverse un homme alors qu'il rentre d’une soirée à Paris et prend la fuite sans porter secours à l'homme grièvement blessé sur la chaussée. Après la mort de l'accidenté, Al tente des compensations financières avec de l'argent amassé irrégulièrement, ce qui lui fait perdre sa place de travail. Malgré la présence d'un témoin, il ne sera jamais dénoncé, il ne lui reste plus que son repentir.

#### Téléfilms
- Culpabilité est le titre du troisième épisode de la deuxième saison de la série Dr House

### Dans la bande dessinée
La BD Heimat de Nora Krug (traduction : Emmanuelle Casse-Castric), éditions Gallimard  (ISBN 978-207066315-6) narre les aventures de la jeune Nora qui, après avoir vécue douze années aux États-Unis, découvre la vérité sur l'holocauste.

### Dans la chanson
Coupable est une chanson de Jean-François Michael, sortie en 1973

### Dans les manga et anime
- Dans le manga et l'anime L'attaque des Titans, le personnage de Reiner Braun souffre d'un syndrome post-traumatique et d'un fort sentiment de culpabilité à la suite des morts qu'il a provoqué sur l'Île du Paradis, l'amenant même à tenter de suicider d'une balle de fusil dans la bouche.